# Краснокаменск
Краснока́менск — город (с 16 июля 1969 года) в Забайкальском крае Российской Федерации. Административный центр Краснокаменского округа, образует городское поселение Краснокаменское.
Население — 51 137 чел. (2021), второй по величине город Забайкальского края после краевого центра. Город связан железной дорогой с краевым центром. Аэропорт Краснокаменск.

## Этимология
Возник как посёлок при Краснокаменском железорудном месторождении (открыто в 1943 году). Название от Красный Камень, где камень «гора, возвышенность,
вершина», а определение «красный» указывает на реальный цвет, связанный с цветом урановой руды. С 1969 года — город Краснокаменск.

## География
Город расположен в предгорьях Аргунского хребта, в 535 км от Читы. Возник как посёлок геологов в 1968 году, после того, как в 1963 году в Приаргунской степи геологами Сосновской экспедиции было найдено месторождение урана. Название получил по имени одной из расположенных неподалёку скал, приобретавших красный цвет на закате. Геолог Владимир Зенченко утверждает, что название городу дал именно он:

«Когда открыли первое месторождение, вокруг была безводная степь. И лежал примечательный камень с лимонитовыми натёками, который в лучах заходящего солнца становился красноватым. Поэтому я взял и написал на колышке карандашом „п. Краснокаменск“. Так и закрепилось это название.»

Климат
Климат резко континентальный, средняя температура июля +21,4 °C, января −29,9 °C. Лето там засушливое, зимы малоснежные. Природа — степь, природных водоёмов нет, только искусственно созданные.
- Среднегодовая температура воздуха — −2,2 °C
- Относительная влажность воздуха — 63,8 %
- Средняя скорость ветра — 3,9 м/с

| Показатель                    | Янв.  | Фев.  | Март  | Апр. | Май  | Июнь | Июль | Авг. | Сен. | Окт. | Нояб. | Дек.  | Год  |
| ----------------------------- | ----- | ----- | ----- | ---- | ---- | ---- | ---- | ---- | ---- | ---- | ----- | ----- | ---- |
| Средний суточный максимум, °C | −20,4 | −15,5 | −4,9  | 8,0  | 17,6 | 24,1 | 26,0 | 23,3 | 16,4 | 6,7  | −7,4  | −17,8 | 4,7  |
| Средняя температура, °C       | −26,8 | −23,1 | −12,6 | 1,0  | 9,9  | 16,7 | 19,8 | 17,1 | 9,6  | 0,0  | −13,8 | −23,7 | −2,2 |
| Средний суточный минимум, °C  | −33,1 | −30,6 | −20,2 | −6   | 2,2  | 9,4  | 13,6 | 10,9 | 2,8  | −6,7 | −20,1 | −29,6 | −8,9 |
| Норма осадков, мм             | 2     | 3     | 4     | 12   | 21   | 56   | 107  | 80   | 39   | 8    | 4     | 4     | 340  |
| Источник: Climate Data        |       |       |       |      |      |      |      |      |      |      |       |       |      |

## Население
| 1970    | 1979    | 1982    | 1986    | 1987    | 1989    | 1992    | 1996    | 1998    | 2000    | 2001    |
| ------- | ------- | ------- | ------- | ------- | ------- | ------- | ------- | ------- | ------- | ------- |
| 13 830  | ↗50 970 | ↗58 000 | ↗67 000 | ↗70 000 | ↘66 872 | ↗67 100 | ↘60 900 | ↘55 500 | ↘54 500 | ↗54 700 |
| 2002    | 2003    | 2005    | 2006    | 2007    | 2008    | 2010    | 2011    | 2012    | 2013    | 2014    |
| ↗55 920 | ↘55 900 | ↗56 000 | ↘55 800 | ↘55 600 | ↘55 200 | ↗55 666 | ↗55 700 | ↘55 429 | ↘55 418 | ↘54 608 |
| 2015    | 2016    | 2017    | 2018    | 2019    | 2020    | 2021    |         |         |         |         |
| ↘53 795 | ↘53 242 | ↘52 811 | ↘52 299 | ↘51 648 | ↘51 387 | ↘51 137 |         |         |         |         |

На 1 января 2025 года по численности населения город находился на 311-м месте из 1124 городов Российской Федерации.

## Внутреннее деление города
Весь город делится на микрорайоны. Дома обозначаются просто номером. Первая цифра указывает номер микрорайона, в котором находится дом. Так, например, дом с номером 410 находится в четвёртом микрорайоне. Есть два микрорайона с буквенным обозначением — центральный и восточный, где к номерам домов добавляются буквы Ц и В соответственно, например в центральном микрорайоне — дом 35 «ц». С 2010 года в некоторых частях города начали вводиться названия улиц. Исключение составляет проспект Строителей. Это единственная улица, носящая название с основания города.

## Инфраструктура
Краснокаменский аэропорт был расформирован в 1995 году. К 2018 году согласно комплексному инвестиционному плану должен быть реконструирован. В настоящее время здание аэропорта не работает, но дважды в неделю выполняются рейсы из Читы авиакомпанией Aeroservis. В городе имеется железнодорожная станция на ветке от станции Урулюнгуй. Ходят ежедневные прицепные вагоны (от 6 и более) до Читы к поезду Чита-Приаргунск. В городе расположена вторая по величине краевая больница. В советское время была хорошо развита местная городская-районная библиотека, насчитывающая несколько отделений в городе и по одному почти в каждом населённом пункте района. Имеется десять общеобразовательных школ, как минимум в двух из них даётся образование по модифицированной усложнённой программе. Также имеются два профессиональных училища, медицинский колледж и филиал МИФИ. Наиболее крупные культурные учреждения города: Дом культуры «Даурия», Дом культуры «Строитель».

## Экономика
Градообразующее предприятие — Приаргунское производственное горно-химическое объединение (ППГХО), входящее в состав концерна Атомредметзолото, является крупнейшим в России уранодобывающим предприятием и одним из крупнейших в мире поставщиков природного урана. Разрабатывает Стрельцовское урановое месторождение с конца 1960-х. Кроме добычи урана в городе ведётся добыча угля на разрезе Уртуй. Также здесь находится месторождение цеолита.
Распоряжением Правительства РФ от 29.07.2014 № 1398-р (ред. от 13.05.2016) «Об утверждении перечня моногородов», включён в список моногородов Российской Федерации с наиболее сложным социально-экономическим положением.

## Образование
В городе два профессиональных училища ПУ № 11 и ПУ № 34, десять школ, медицинский колледж, Сибирская региональная школа бизнеса.

## Бывшее военное значение
Ранее в г. Краснокаменске располагалась в/ч 40942 — штаб и некоторые подразделения 18-го укреплённого района в составе 36-й общевойсковой армии. См. также: Войска укреплённых районов.

## Радио
- 70,67 УКВ — Радио России / ГТРК Чита (Молчит)
- 72,23 УКВ — Радио Маяк (Молчит)
- 102,0 FM — Радио Сибирь
- 103,6 FM — Радио России / ГТРК Чита
- 107,4 FM — Русское радио

## Экология
По версии журналистов в городе идёт постоянное облучение из-за расположенного вблизи уранодобывающего предприятия, смертность превышает рождаемость. По утверждениям Газета.ру Краснокаменск постоянно обдувается ветром, содержащим радиоактивную пыль. В действительности город построен с учётом розы ветров и ветер с восточного направления дует всего лишь несколько раз в году. С учётом этого фактора построена и Краснокаменская ТЭЦ. Шахтный способ добычи урана не способен загрязнять воздух пылью в значимых количествах. Радиоактивный фон в городе и его окрестностях хоть и повышен, но находится в пределах допустимой дозы радиации.

## Топографические карты
- Лист карты M-50-XVII Краснокаменск. Масштаб: 1 : 200 000. Состояние местности на 1982 год. Издание 1985 г.